# Museo civico Duilio Cambellotti
Il Museo civico Duilio Cambellotti di Latina è situato sulla piazza San Marco nell'edificio dell'ex Opera Nazionale Balilla. 
Creato nel 2005 il Museo raccoglie una parte delle numerose opere dell'artista: sculture, disegni,  tempere, xilografie, ceramiche, libri, medaglie, manifesti e documenti che testimoniano l'attività dell'artista nel territorio di Latina e pontino.

## Nascita del Museo - Legame tra Duilio Cambellotti e Latina
Nel 1984 il Comune di Latina celebra il rapporto tra Duilio Cambellotti e il territorio pontino organizzando la mostra "Duilio Cambellotti sculture e l'Agro Pontino", allestita nell'edificio dell'ex Opera Balilla, progettato da Oriolo Frezzotti nella medesima città nel 1932.
Circa dieci anni a seguire, segue l'allestimento presso la Galleria Civica d'Arte Moderna e Contemporanea di Latina di una sezione dedicata ad alcune opere dell'artista romano, giunte nel capoluogo grazie alle donazioni degli eredi Cambellotti e agli acquisti effettuati dall'Amministrazione Comunale di Latina. 
Partendo da ciò, il 14 ottobre 2005 nasce il Museo Civico Duilio Cambellotti di Latina.

## Obiettivo
L'Opera Nazionale Balilla, che per molti anni è stata la palestra di tutte o quasi le scuole della città, e da cui è passata un'intera generazione, è stata successivamente usata in maniera impropria con finalità diverse, certo pubbliche e anche in modo marginale e anomalo con il rischio di far deperire l'edificio e forse affrettarne la fine fatta subire dagli altri. Invece, il Museo con la raccolta delle opere di Cambellotti, ha lasciato importanti testimonianze degli sforzi compiuti per costruire e dar vita a Littoria. 
L'obiettivo primo del Museo, dunque, è quello di riproporre l'edificio dell'Opera Nazionale Balilla al centro della città non solo come luogo fisico, ma anche come luogo dove ognuno potrà ripercorrere e riconoscere le origini della città in cui vive, potenziando la voglia di considerarsi figlio e artefice del suo sviluppo. 

## Progetto dell'edificio - Il percorso museale
Il percorso museale è articolato su due registri: un ampio salone centrale e più ambienti di minori dimensioni distribuiti intorno a semicerchio, con un ballatoio superiore che permette una visione dall'alto dei volumi sottostanti.
Tre varchi permettono la circolazione del pubblico. 
Tra l'altro, al centro della sala è presente una pedana sulla quale vengono esposte delle opere di scultura. 

## Alcune opere
Tutte le opere custodite nel Museo documentano circa mezzo secolo di attività poliedrica dell'artista, protagonista del liberty italiano.
In particolare, sono state raccolte quelle che hanno un riferimento diretto soprattutto con i luoghi pontini.
Tra le quali:
- Fonte della Palude (1912 e 1984): creazione in bronzo

- La Redenzione dell'Agro (1934): cartone originale preparatorio
- Disegni Pontini (1910-1920): disegni originali a carboncino e matita
- Il Fuoco Sacro (1911): xilografia intagliata
- Allegoria della Giustizia (1936): rilievo in gesso
- La Pace (1914-1919): seconda versione in cera scura
- Madonna in trono e gli Angeli (1918-1919): cartoni delle vetrate
- Madonna col Bambino (1919): cartone per vetrata policroma a mosaico
- La Capanna (1924): illustrazione di grande formato
- I Sette a Tebe (1924): manifesto a stampa a colori su carta

Attività Scultorea:
- Il Buttero (1918-1919)
- Le Vacche aratrici (1924)
- Vomere (1925)
- La Pace (o La Vagante) (1914-1919)

Sale Tematiche:
All'interno delle sale tematiche vengono racchiusi i bozzetti, grazie ai quali possiamo notare come Cambellotti intendesse la sua attività scultorea in chiave architettonica e, talvolta, teatrale. Ad esempio in:
- Monumento ai Caduti di Priverno (1932-1933)
- Monumento ai Caduti di Terracina (1919)
- Monumento ai Caduti di Borgo Hermada (1959)

Alcuni studi:
- Fontanile delle pecore (1930)
- Fonte delle Lavandaie (1900-1910)

Varie ceramiche e terrecotte dipinte.

## Attività promosse nel Museo
All'interno del Museo vengono promosse varie attività, come: stages universitari in Museologia, consulenze per tesi di Laurea, convegni o presentazioni di volumi e, infine, anche visite guidate a tema, che sono sia didattiche (organizzate per gruppi di studenti) sia rivolte a piccoli gruppi esterni. 

## Galleria d'immagini

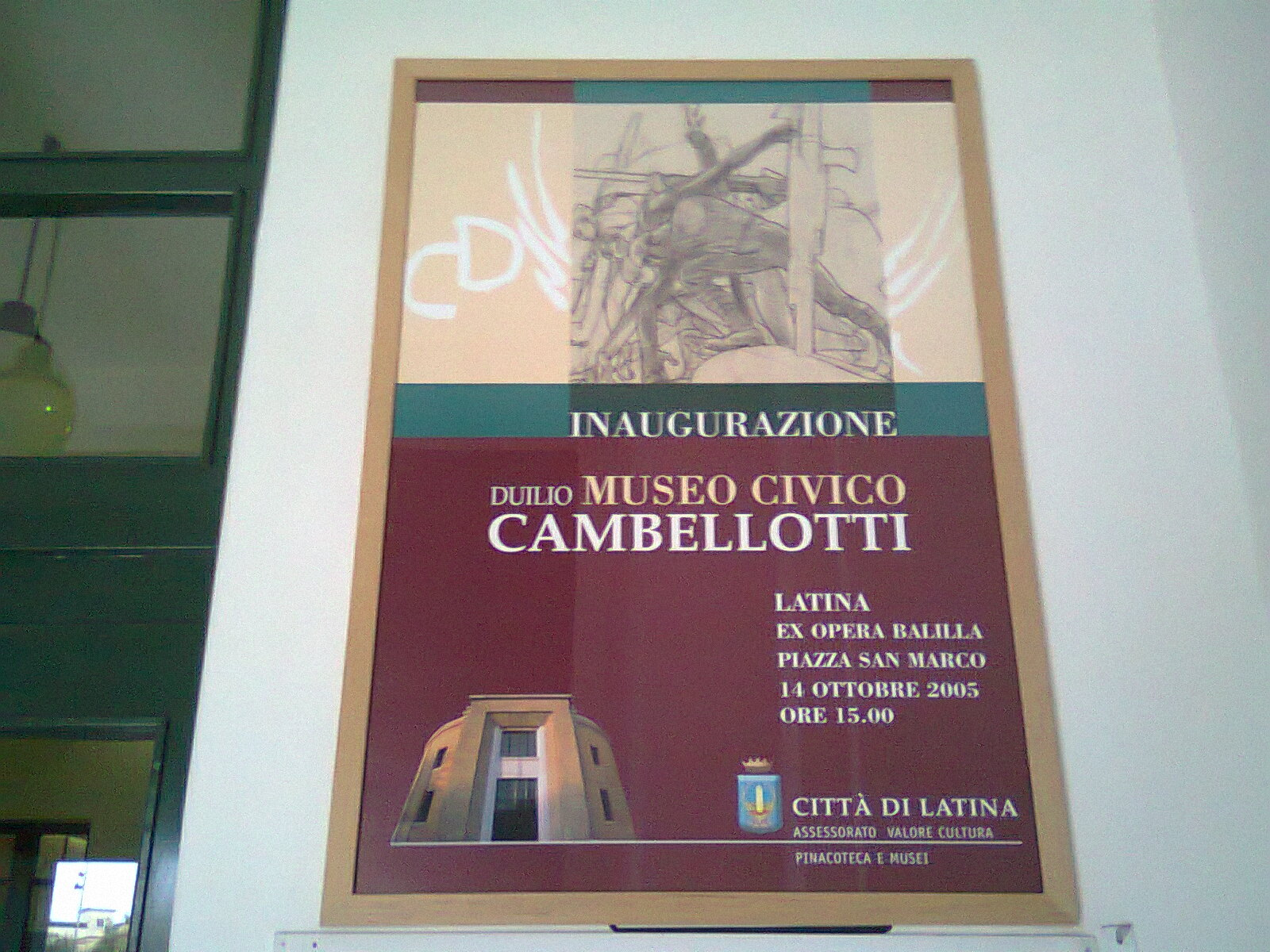
Manifesto inaugurazione del Museo
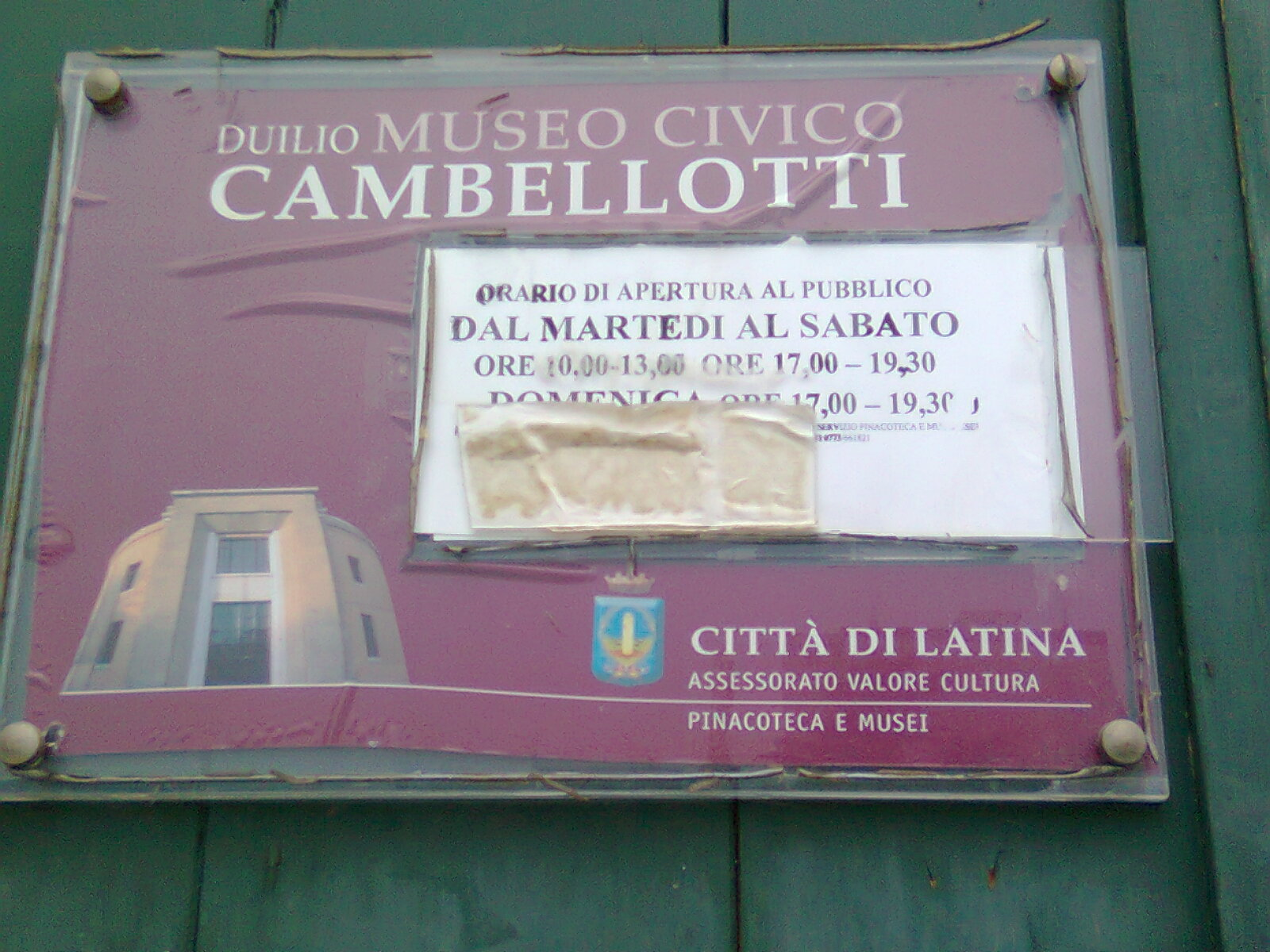
Orari del Museo
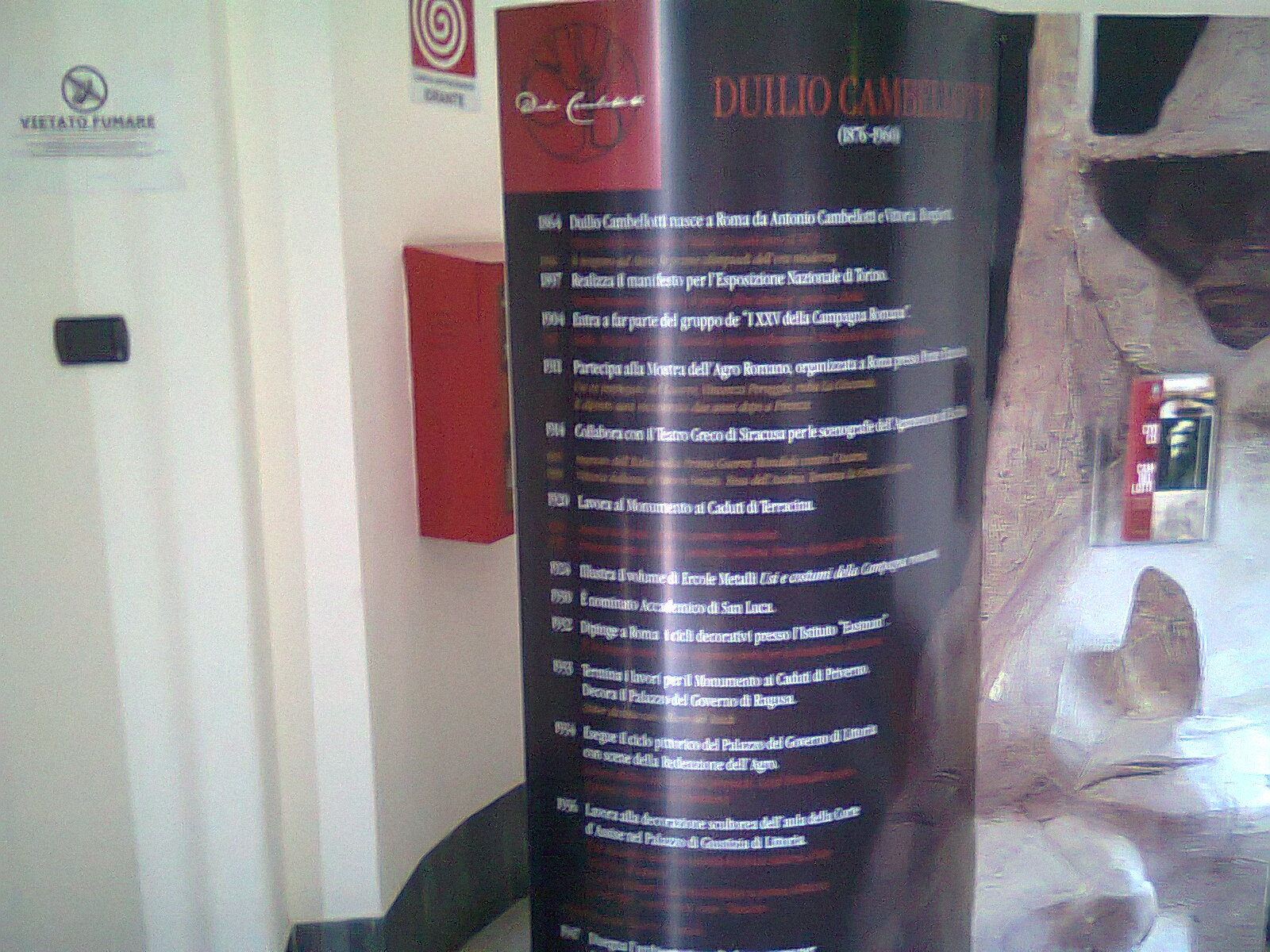
Plancia ingresso del Museo